# Unidad Profesional Interdisciplinaria de Ingeniería Campus Zacatecas

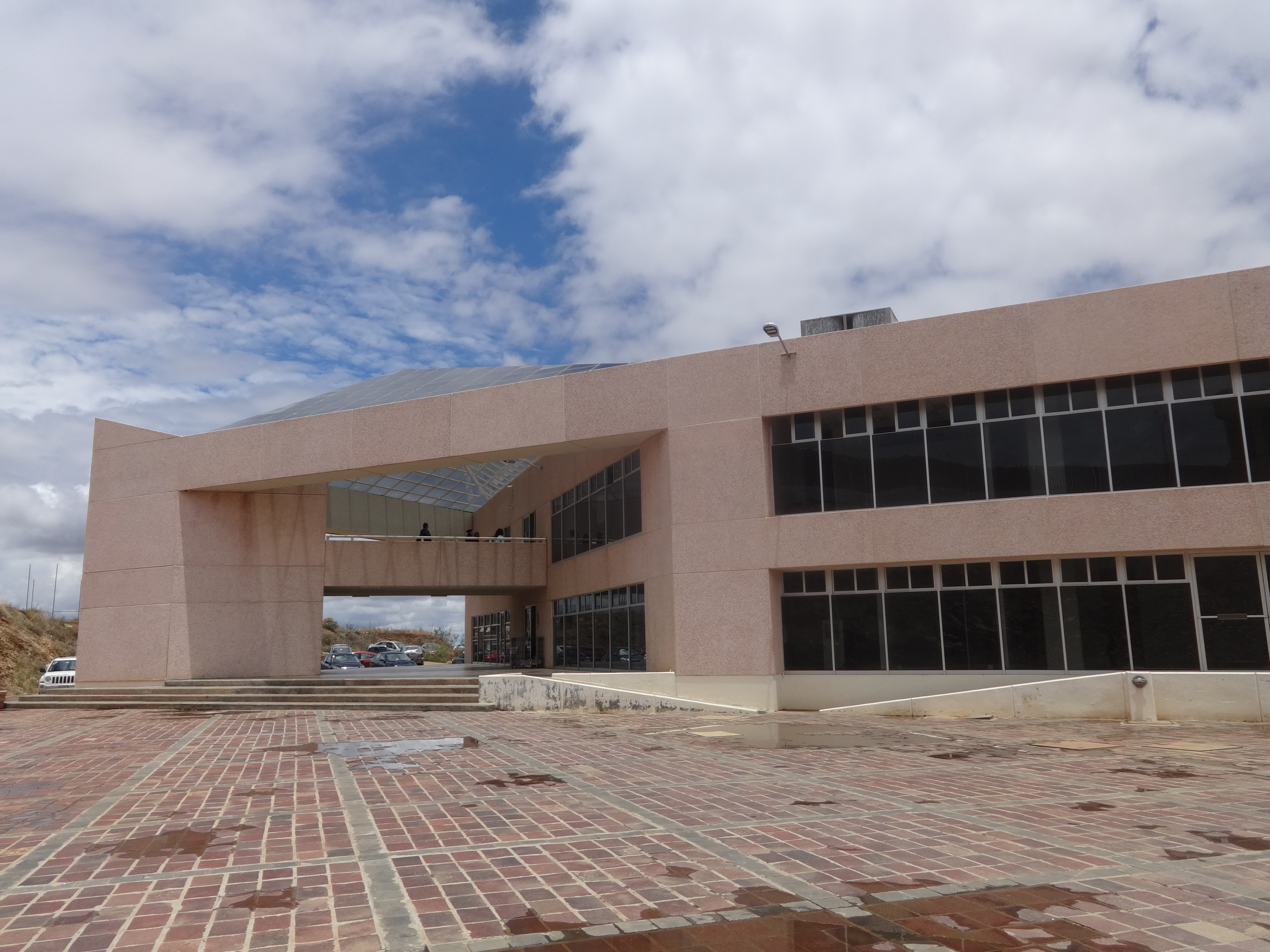
Unidad Profesional Interdisciplinaria de Ingeniería del Instituto Politécnico Nacional, Campus Zacatecas (UPIIZ - IPN).

La Unidad Profesional Interdisciplinaria de Ingeniería Campus Zacatecas (UPIIZ) es una institución pública mexicana de investigación y educación en niveles medio superior y superior del Instituto Politécnico Nacional (IPN) fundada en el año 2009 en la ciudad de Zacatecas, estado de Zacatecas.

## Oferta educativa
- Ingeniería en Sistemas Computacionales
- Ingeniería en Alimentos
- Ingeniería Ambiental
- Ingeniería Mecatrónica
- Ingeniería Metalúrgica
- Ingeniería en Inteligencia Artificial